# Xavier Pallàs i Mariani
Xavier Pallàs i Mariani (Olot, 1980) és un músic català, conegut pel seu estudi dels campanars i de l'ofici perdut del campaner. És director de l'Escola de Música d'Olot.
Va néixer en una família de músics. Als deu anys va entrar a l'Escolania de Montserrat, on a part del cant, va continuar estudiant el violí i el piano.
El 2019 ha construït una cadira de campaner, que permet tocar quatre campanes alhora, a l'església de Sant Esteve amb un repic de festa. Actua per recrear l'ofici de campaner, una figura que es va perdre amb la mecanització dels campanars a mitjan segle xx.
És el compositor de l'himne «Toc de llibertat», interpretat amb la campana Llibertat, fosa per encàrrec de l'ANC de la Garrotxa i finançada gràcies al micromecenatge.
Obra destacada
- Campanes i campanars de la Garrotxa (El Bassegoda, 2019):[4] un inventari de les campanes i els campanars de la Garrotxa que inclou una fitxa amb la descripció de cada element i l'enregistrament del so de cada campana, un treball realitzat en el marc de la Beca Ernest Lluch de Ciències Socials i Humanes l'any 2015.[5]